# Заполье (Хаврогорское сельское поселение, Чёлмохта)
Заполье — деревня в Холмогорском районе Архангельской области.

## География
Находится в центральной части Архангельской области на расстоянии приблизительно 69 км на юг по прямой от районного центра села Холмогоры на правобережье реки Северная Двина.

## История
В 1859 году здесь (тогда деревня Холмогорского уезда Архангельской губернии) было учтено 10 дворов, в 1905 — 16 (тогда в деревне Большое Заполье были учтены деревни Нетсовская и Масловская). До 2022 года входила в Хаврогорское сельское поселение  до его упразднения. Деревня входит в куст деревень с общим названием Чёлмохта.

## Население
Численность населения: 22 человека (1859 год), 102 (1905), 4 в 2010.